# لوز سینپلکس
لوز سینپلکس (انگلیسی: Loews Cineplex) شرکت سرگرمی و فیلم‌سازی آمریکایی است، که در سال ۱۹۰۴ توسط مارکوس لاو تأسیس شد.